# Дидам
Дидам (нидерл. Didam) — город в нидерландской провинции Гелдерланд, входит в общину Монтферланд, на 18 километров восточнее Арнема.
До 2005 года город был отдельной общиной; в 2005 году он был объединён с Берхом (Bergh).